# Veľké Orvište
Veľké Orvište je naseljeno mjesto u okrugu Piešťany u Trnavskom kraju u Slovačkoj.

## Stanovništvo
| Godina:     | 1993. | 2003.   | 2013.   | 2023.   |
| ----------- | ----- | ------- | ------- | ------- |
| Broj ljudi: | 944   | 978     | 1072    | 1029    |
| Razlika:    |       | +3,60 % | +9,61 % | -4,01 % |

| Godina:     | 2022. | 2023.   |
| ----------- | ----- | ------- |
| Broj ljudi: | 1032  | 1029    |
| Razlika:    |       | -0,29 % |

Prema podacima o broju stanovnika iz 2023. godine naselje je imalo 1029 stanovnika.

## Vanjske poveznice
|  | Zajednički poslužitelj ima još gradiva o temi Veľké Orvište |

- Službena stranica naselja (sl.)